# Аудронюс Ажубаліс
Аудронюс Ажубаліс (лит. Audronius Ažubalis; нар. 17 січня 1958, Вільнюс) — литовський журналіст і політичний діяч; член Сейму Литовської Республіки (1996–2000, 2000–2004, 2004–2008 і з 17 листопада 2008 року); міністр закордонних справ Литви (11 лютого 2010 — 13 грудня 2012). В 2011 році — голова ОБСЄ.

## Біографія
Народився у Вільнюсі та закінчив вільнюську середню школу імені Антанаса Венуоліса (1976). Вступив на історичний факультет Вільнюського державного університету на спеціальність журналістики, але був відрахований з другого курсу за зв'язки з членами Литовської Гельсінської групи. В 1977–1979 роках служив в Радянської Армії.
В 1979–1988 роках працював у Литовському державному комітеті у справах видавництв, друку і книжкової торгівлі, Литовському навчально-методичному центрі культури, Литовському державному Комітеті телебачення і радіомовлення, Литовському республіканському агентстві з прокату кінофільмів. Одночасно в 1982 році продовжив навчання на заочному відділенні факультету журналістики Вільнюського державного університету, яке закінчив у 1989 році.
В 1989–1990 роках був кореспондентом щотижневої газети Саюдіса «Atgimimas» («Відродження»).
Працював представником для зв'язку з печаткою голови Верховної Ради (Відновного Сейму) Литви Вітаутаса Ландсбергіса (1990—1992). Протягом шести місяців вивчав політику і економіку в World Press Institute Макалестер коледжі (Сент-Пол (Міннесота) (1990). Обіймав посаду завідувача Центром інформації та аналізу Верховної Ради (Відновного Сейму; 1991–1993).
В 1993 році заснував перший в Литві консультаційний центр зі зв'язків з громадськістю «Multum creditum» і керував ним до листопада 1996 року. В 1996 році був обраний членом Сейму Литовської Республіки. У Сеймі обіймав посади голови Комітету закордонних справ, заступника голови Комітету з європейських справ.
Одночасно президент Литовсько-Британської торгової палати (1998—2000). З 1998 року член партії консерваторів Литви «Союз Вітчизни» (нині «Союз Вітчизни» — Християнські демократи Литви).
В 2001–2004 роках був генеральним директором громадської установи «Центр перекладів, документації та інформації» при канцелярії Уряду Литовської Республіки. В 2001–2003 роках був президентом Національної асоціації видавців журналів.
У листопаді 2004 року був знову обраний членом Сейму Литовської Республіки. Обраний до парламенту в 2008 році, став головою Комітету закордонних справ.
З 11 лютого 2010 року міністр закордонних справ Литви, змінивши тимчасово виконуючого обов'язки міністра закордонних справ (після відставки Вігаудаса Ушацькаса) Расу Юкнявічене.
В 2011 році Литва головувала в ОБСЄ, і Ажубаліс був головою ОБСЄ.
Володіє англійською і російською мовами.
Одружений, дві доньки.

## Нагороди та звання
- Пам'ятна медаль тринадцятого січня (1999)
- Пам'ятний знак з нагоди запрошення Литви вступити в НАТО (2003)
- Орден «За заслуги» (Україна) III ступеня (2007)[9]